# Bohdan Jastrzębski

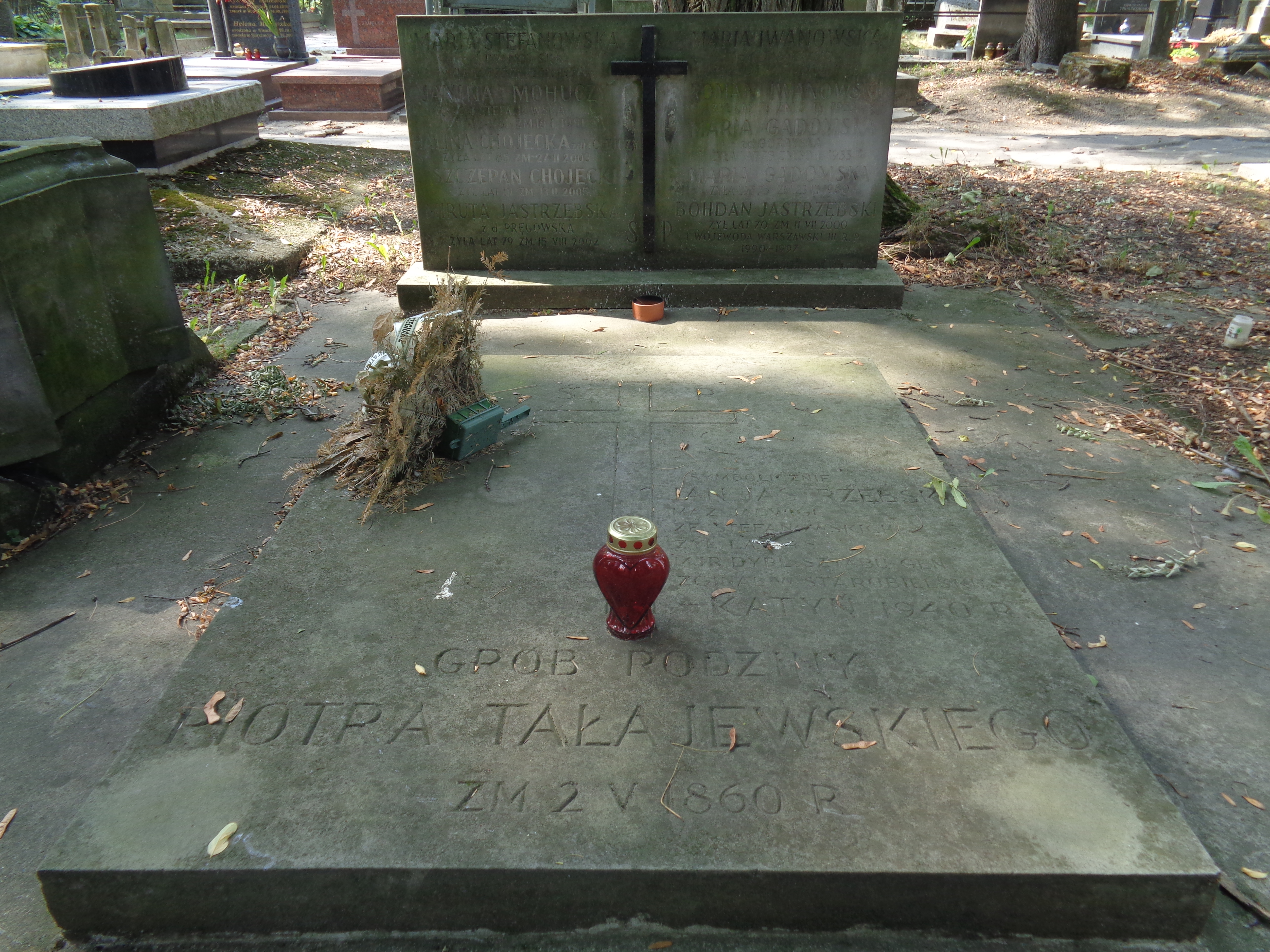
Grób Bohdana Jastrzębskiego na cmentarzu Powązkowskim

Bohdan Michał Jastrzębski (ur. 29 września 1929 w Kielcach, zm. 11 lipca 2000 w Warszawie) – inżynier urbanista, działacz samorządowy w Warszawie.

## Życiorys
Był synem Jana Stanisława (1892–1940), majora dyplomowanego artylerii Wojska Polskiego, i Jadwigi ze Stefanowskich.
Od 1942 mieszkał w Warszawie. Wiele lat pracował w zawodzie urbanisty w kraju i za granicą. Od 1988 był radnym Żoliborza. W październiku 1990 został wojewodą warszawskim i był nim do 1997.
Odznaczony Medalem Honorowym im. Józefa Tuliszkowskiego (1993). Został pochowany na cmentarzu Powązkowskim (kwatera 179-5-26/27).